# Фюрст, Кристиана
Кристиа́на Фю́рст (нем. Christiane Fürst; 29 марта 1985, Дрезден, ГДР) — немецкая волейболистка, центральная блокирующая. Участница Олимпийских игр 2004 года. Бронзовый призёр чемпионата Европы. Лучшая блокирующая чемпионатов мира 2006 и 2010 годов.

## Спортивная биография
Заниматься волейболом Кристиана Фюрст начала с 10 лет в своём родном городе. Уже в 2001 году Кристиана стала одной из ключевых волейболисток юношеской сборной Германии. Через 2 года Фюрст была включена в состав взрослой сборной Германии для участия в чемпионате Европы, проходившем в Турции. На этом турнире немецкие волейболистки показали сенсационный результат, став бронзовыми призёрами турнира. Следующим успехом Кристианы в составе национальной сборной стала победа на отборочном европейском турнире к Олимпийским играм 2004 года, где удалось опередить сильные сборные Турции и России. Олимпийские игры сложились для Фюрст противоречиво. В первом же матче олимпийского турнира Кристиана (самая молодая волейболистка сборной Германии на турнире) набрала 15 очков, что помогло немкам одержать сенсационную победу над кубинками. Но дальнейшие игры сложились не очень удачно. Итогом выступления стало 5-е место в группе. В 2010 году на чемпионате мира сборная Германии заняла 7-е место, а Кристиана Фюрст стала лучшей блокирующей турнира.
На клубном уровне первым достижением на европейской арене стала победа в Кубке ЕКВ в составе «Скаволини» Пезаро. Спустя 2 года Фюрст стала победительницей Лиги чемпионов в составе итальянской команды «Бергамо». После этого успеха Кристиана переезжает в Турцию в «Фенербахче». В первый же год выступления Фюрст вместе с командой стала победительницей чемпионата мира среди клубных команд, а также бронзовым призёром Лиги чемпионов. С сезона 2011/12 Фюрст играет за «Вакыфбанк», с 2014 года — за «Эджзаджибаши», в составе обеих команд она становилась победительницей Лиги чемпионов.

## Игровая карьера

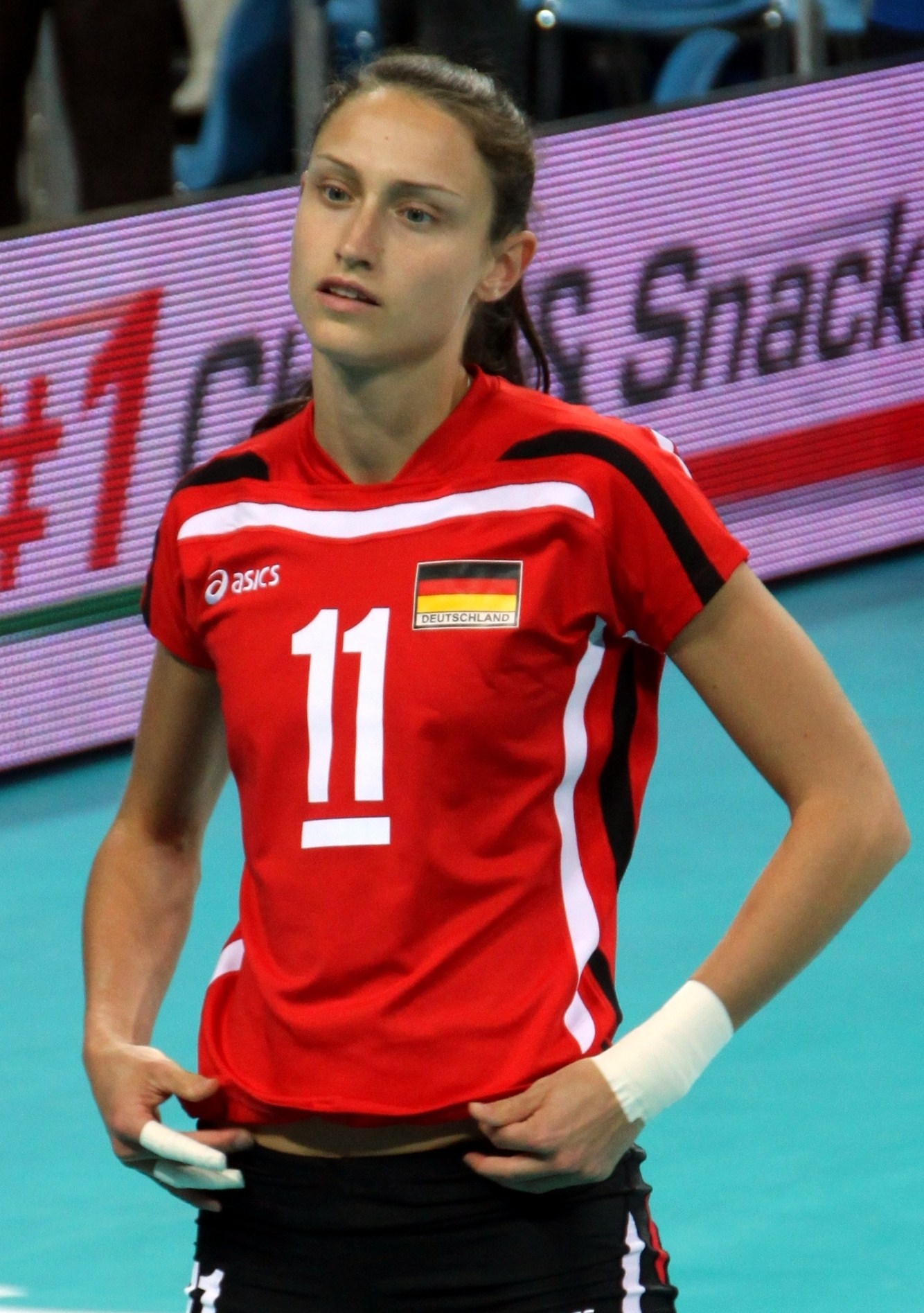
Кристиана Фюрст в 2009 году

- 1995—2007 —  СК «Дрезднер»
- 2007—2009 —  «Скаволини Пезаро»
- 2009—2010 —  «Бергамо»
- 2010—2011 —  «Фенербахче»
- 2011—2014 —  «Вакыфбанк»
- С 2014 года —  «Эджзаджибаши»

## Достижения

### Сосборной Германии
- Серебряный призёр чемпионатов Европы (2011, 2013).
- Бронзовый призёр чемпионата Европы 2003.
- Бронзовый призёр Гран-при 2009.

### В клубной карьере
- Победительница чемпионата мира среди клубных команд (2010, 2013, 2015).
- Финалистка чемпионата мира среди клубных команд (2011).
- Победительница Лиги чемпионов (2009/10, 2012/13, 2014/15)
- Финалистка Лиги чемпионов (2013/14)
- Бронзовый призёр Лиги чемпионов (2010/11)
- Победительница Кубка ЕКВ (2007/08)
- Чемпионка Германии (1998/99, 2006/07)
- Чемпионка Италии (2007/08, 2008/09)
- Чемпионка Турции (2010/11, 2012/13, 2013/14)
- Победительница Кубка Германии (1998/99, 2001/02)
- Победительница Кубка Италии (2008/09)
- Победительница Кубка Турции (2012/13, 2013/14)
- Победительница Суперкубка Италии (2008/09)
- Победительница Суперкубка Турции (2010, 2013)

### Индивидуальные
- Лучшая блокирующая чемпионата мира 2006, 2010.
- Лучшая блокирующая чемпионата Европы 2009.
- Лучшая блокирующая чемпионата Европы 2011.
- Лучшая блокирующая Кубка мира 2011.
- Лучшая блокирующая чемпионата Европы 2013.
- Лучшая нападающая «Финала четырёх» Кубка ЕКВ (2007/08).
- Лучшая блокирующая чемпионата мира среди клубных команд 2013.
- Приз Fair Play по итогам «Финала четырёх» Лиги чемпионов (2014/15).
- Лучшая волейболистка Германии 2009.